# Droiturier
Droiturier é uma comuna francesa na região administrativa de Auvérnia-Ródano-Alpes, no departamento Allier. Estende-se por uma área de 21,65 km². Em 2010 a comuna tinha 353 habitantes (densidade: 16,3 hab./km²).